# Afrogamasellus
Afrogamasellus är ett släkte av spindeldjur. Afrogamasellus ingår i familjen Rhodacaridae.

## Dottertaxa tillAfrogamasellus, i alfabetisk ordning[1]
- Afrogamasellus bakeri
- Afrogamasellus bipilosus
- Afrogamasellus celisi
- Afrogamasellus citri
- Afrogamasellus euungulae
- Afrogamasellus evansi
- Afrogamasellus filofissus
- Afrogamasellus franzi
- Afrogamasellus franzoides
- Afrogamasellus furculatus
- Afrogamasellus isthmus
- Afrogamasellus kahusiensis
- Afrogamasellus kilimanjaroensis
- Afrogamasellus latigynia
- Afrogamasellus lokelei
- Afrogamasellus lootsi
- Afrogamasellus lubalensis
- Afrogamasellus luberoensis
- Afrogamasellus lyamunguensis
- Afrogamasellus maskamensis
- Afrogamasellus mitigatus
- Afrogamasellus mongii
- Afrogamasellus muhiensis
- Afrogamasellus myersi
- Afrogamasellus nyinabitabaensis
- Afrogamasellus paratruncatus
- Afrogamasellus quadrisigillatus
- Afrogamasellus rugegensis
- Afrogamasellus squamosus
- Afrogamasellus succinctus
- Afrogamasellus tetrastigma
- Afrogamasellus truncatus
- Afrogamasellus uluguruensis
- Afrogamasellus unospinae